# Desaparición de Johnny Gosch
John David Gosch (Des Moines, Iowa; 12 de noviembre de 1969) era un chico estadounidense de doce años que desapareció, según se desprendió de la investigación, entre las 6 y 7 horas de la mañana del domingo 5 de septiembre de 1982, mientras hacía su ruta como repartidor de periódicos. Se presume que fue secuestrado. Su desaparición sigue siendo un caso frío para la policía estadounidense.
Su madre, Noreen Gosch, dijo que escapó de sus captores y la visitó con un hombre no identificado en 1997. Afirmó que su hijo le contó que había sido víctima de una organización de pedófilos y que lo habían dejado de lado cuando ya era demasiado mayor, pero que posteriormente temió por su vida y vivió bajo una identidad falsa, al sentir que no era seguro volver a casa. 
El padre de Gosch, John, divorciado de Noreen desde 1993, ha declarado públicamente que no está seguro de si tal visita se produjo realmente o no. Muchos también han especulado con la posibilidad de que la visita sí se produjera, pero que se tratara de otra persona haciéndose pasar por Johnny. Las autoridades no han localizado a Gosch ni confirmado la versión de Noreen Gosch, y su destino sigue siendo objeto de especulaciones, teorías conspirativas y disputas.
El caso recibió nueva publicidad en 2006, cuando su madre dijo que había encontrado fotografías en la puerta de su casa que mostraban a Gosch en cautiverio. Se dijo que algunas de las fotos recibidas correspondían a niños de un caso en Florida, pero nunca se identificó a uno de los niños que aparecía en las fotos. Noreen Gosch insistió en diversas ocasiones en que aquel niño era Johnny.
La foto de Gosch fue una de las primeras en aparecer en los dorsos de los cartones de leche como parte de una campaña para encontrar a niños desaparecidos.

## Desaparición
El domingo 5 de septiembre de 1982, en el suburbio de West Des Moines, Johnny Gosch salió de casa antes del amanecer para comenzar su ruta de reparto de periódicos. Aunque era costumbre que Johnny despertara a su padre para que le ayudara en la ruta, esa mañana el chico sólo se llevó consigo a Gretchen, el perro salchicha de la familia. Otros repartidores de periódicos de The Des Moines Register dirían más tarde haber visto a Gosch en el punto de entrega, recogiendo sus periódicos. Fue el último avistamiento de Gosch corroborado por varios testigos.
Otro repartidor de periódicos llamado Mike informó de que observó a Gosch hablando con un hombre fornido en un coche azul de dos tonos cerca de la entrega del periódico; otro testigo, John Rossi, vio al hombre del coche azul hablando con Gosch y "pensó que algo era extraño". Gosch le dijo a Rossi que el hombre estaba preguntando por una dirección y le pidió ayuda. Rossi miró la matrícula, pero no pudo recordar su número. Dijo: "Sigo esperando despertarme en mitad de la noche y ver ese número en la matrícula tan claramente como la noche y el día, pero eso no ha sucedido". 
Rossi se sometió a hipnosis y le dijo a la policía algunos de los números y que la matrícula era del condado de Warren, en Iowa. Según un investigador privado contratado por los Gosch, mientras Johnny caminaba una manzana hacia el norte, donde empezaba su ruta, un repartidor de periódicos se percató de que otro hombre seguía a Gosch. Un vecino oyó un portazo y vio un Ford Fairmont plateado alejarse a toda velocidad hacia el norte de donde se encontró el carrito de Johnny.
John y Noreen Gosch, los padres de Johnny, empezaron a recibir llamadas telefónicas de clientes de la ruta de su hijo quejándose de que no les habían entregado los periódicos. John realizó una búsqueda superficial en el vecindario sobre las 6 de la mañana. Inmediatamente encontró el carro de Johnny lleno de periódicos a dos manzanas de su casa. Los Gosch se pusieron inmediatamente en contacto con el departamento de policía de West Des Moines y denunciaron la desaparición de Johnny. Noreen, en sus declaraciones públicas y en su libro Why Johnny Can't Come Home, ha criticado la lentitud de reacción de las autoridades y la política de la época, según la cual no se podía dar a Gosch por desaparecido hasta que hubieran transcurrido 72 horas. Según ella, la policía tardó 45 minutos en recibir la denuncia.
En un principio, la policía llegó a creer que Gosch se había dado a la fuga, pero más tarde cambió de opinión y sugirió que Gosch había sido secuestrado, aunque no pudo establecer un móvil viable. Encontraron pocas pruebas y no detuvieron a ningún sospechoso en relación con el caso.
Unos meses después de su desaparición en septiembre de 1982, Noreen Gosch ha declarado que su hijo fue visto en Tulsa, Oklahoma, cuando un chico gritó a una mujer pidiendo ayuda antes de ser arrastrado por dos hombres.
A lo largo de los años, varios investigadores privados han ayudado a los Gosch en la búsqueda de su hijo. Entre ellos se encuentran Jim Rothstein, detective retirado de la policía de Nueva York y Ted Gunderson, jefe retirado de la rama del FBI de Los Ángeles (California). En 1984, la fotografía de Gosch apareció junto a la de Juanita Lee Estévez en cartones de leche de todo Estados Unidos; fueron el segundo y el tercer niño secuestrado a los que se les dio publicidad de este modo. El primero fue Etan Patz.

### Casos potencialmente relacionados
El 12 de agosto de 1984, Eugene Martin, otro repartidor de periódicos del área de Des Moines, desapareció en circunstancias similares mientras repartía periódicos en la zona sur de la ciudad.
Marc James Warren Allen, de 13 años por aquel entonces, dijo a su madre que iba a ir a casa de un amigo el 29 de marzo de 1986, víspera de Pascua. Sin embargo, nunca llegó a la casa del vecino y no se le ha vuelto a ver desde entonces. En un principio se creyó que Allen era el tercer repartidor de periódicos de Iowa desaparecido en la década de 1980, basándose en informaciones anteriores de los medios de comunicación. Allen no era repartidor de periódicos en Des Moines, según un artículo detallado sobre los desaparecidos de Iowa que apareció en The Des Moines Register el 18 de agosto de 2013. Pero incluso ahora, cuatro décadas después, ninguno de los casos de los tres chicos ha sido resuelto.
Las autoridades fueron incapaces de demostrar una conexión entre los tres casos, aunque Noreen Gosch afirma que fue informada personalmente del secuestro de Eugene Martin con unos meses de antelación por un investigador privado que buscaba a su hijo. Le dijeron que el secuestro "tendría lugar el segundo fin de semana de agosto de 1984 y que se trataría de un repartidor de periódicos de la zona sur de Des Moines".

## Caso de fraude electrónico
En 1985, Noreen Gosch recibió una carta de Robert Herman Meier II, de 19 años, de Saginaw (Míchigan). La carta estaba firmada por "Samuel Forbes Dakota". En la misma, Meier afirmaba que era guardia en un club de motociclistas cuando el hijo de Gosch desapareció en septiembre de 1982. Según Meier, el hijo de Gosch fue secuestrado como parte de una gran red de esclavitud infantil operada por el club. Según el FBI, Meier solicitó y recibió 11 000 dólares de los Gosch. Meier solicitó además otros 100 000 dólares más junto con la promesa de devolverles a su hijo.
Meier fue detenido en Búfalo, en la frontera canadiense, por agentes del FBI, y más tarde fue acusado de fraude electrónico. En la carta que Meier escribió se afirmaba que el hijo de Gosch había sido vendido a un hombre al que Meier identificó como un "traficante de drogas de alto nivel residente en Ciudad de México". A pesar de la acusación de fraude, Noreen Gosch creyó al parecer en la palabra de Meier y más tarde criticó al FBI, afirmando que la orden de detención contra Meier destruía su credibilidad y la de su marido John ante cualquiera que aceptara la oferta de la pareja de pagar un rescate por su hijo.

## Cuenta de Noreen Gosch
Según Noreen Gosch, una mañana de marzo de 1997 se despertó sobre las 2:30 de la madrugada cuando llamaron a la puerta de su apartamento. Afuera esperaba Johnny Gosch, que en ese momento contaría 27 años, acompañado de un hombre no identificado. Gosch dijo que reconoció inmediatamente a su hijo, que se abrió la camisa para mostrar una marca de nacimiento en el pecho. "Hablamos durante una hora u hora y media. Estaba con otro hombre, pero no tengo ni idea de quién era. Johnny miraba a la otra persona para pedirle permiso para hablar", dice Gosch. "No dijo dónde vivía ni adónde iba". En una entrevista de 2005, Gosch declaró: "La noche que vino llevaba vaqueros y camisa, y un abrigo porque era marzo. Hacía frío y tenía el pelo largo; le llegaba hasta los hombros y era liso y teñido de negro". Después de la visita, hizo que el FBI creara una imagen que, según ella, se parecía a Johnny.
Gosch autopublicó un libro en 2000 titulado Why Johnny Can't Come Home, en el que expone su visión de lo que vivió su hijo, basada en la investigación original de varios investigadores privados y en la visita de su hijo.
El 1 de septiembre de 2006, Gosch informó de que había encontrado fotografías dejadas en la puerta de su casa, algunas de las cuales publicó en su sitio web. Una foto en color muestra a tres niños atados y amordazados. Dice que una foto en blanco y negro parece mostrar a Johnny Gosch, de 12 años, con la boca amordazada, las manos y los pies atados y una aparente marca al rojo en el hombro. Una tercera foto muestra a un hombre, posiblemente muerto, que podría tener algo atado al cuello. Noreen Gosch declaró que el hombre era uno de los "autores que abusaron de [mi] hijo". Gosch dijo posteriormente que las dos primeras fotos se habían originado en un sitio web de pornografía infantil.
El 13 de septiembre se envió una carta anónima a la policía de Des Moines.

Caballeros,

Alguien le ha gastado una broma reprobable a una madre afligida. La foto en cuestión no es la de su hijo, sino la de tres chicos en Tampa, Florida, hacia 1979-80, retándose a un concurso de escapismo. Hubo una investigación sobre esa foto, realizada por la oficina del sheriff del condado de Hillsborough (Florida). No se presentaron cargos ni se demostró la existencia de delito alguno. El detective principal del caso se llamaba Zalva. Esta acusación debería ser bastante fácil de comprobar.

Nelson Zalva, que trabajó para la oficina del sheriff del condado de Hillsborough en la década de 1970, dijo que los detalles de la carta eran ciertos y añade que también investigó la foto en blanco y negro en "1978 o 1979", antes de la desaparición de Gosch. "Entrevisté a los chicos y dijeron que no hubo coacción ni tocamientos [...] Nunca pude demostrar que hubiera delito", afirma Zalva. Cuando se le pidieron pruebas de que efectivamente se trataba de la misma foto de la investigación de casi tres décadas antes, Zalva no pudo aportar ninguna. Según el documental Who Took Johnny (2014), las fuerzas del orden solo identificaron a tres de los niños que aparecían en las fotos, pero no al que se creía que era Johnny. Noreen Gosch sigue creyendo que las fotos son de su hijo.
En 1989, Paul A. Bonacci, de 21 años, contó a su abogado John DeCamp que había sido secuestrado en una red sexual con Gosch cuando era adolescente y que le habían obligado a participar en el secuestro de Gosch. John DeCamp se reunió con Bonacci y creyó que decía la verdad. Noreen se reunió con él más tarde y dijo que le contó cosas que "sólo podía saber hablando con su hijo".
Dijo que Johnny tenía una marca de nacimiento en el pecho, una cicatriz en la lengua y una cicatriz de quemadura en la parte inferior de la pierna; aunque se había difundido ampliamente una descripción de la marca de nacimiento, la información sobre las cicatrices no se había hecho pública. Bonacci también describió un tartamudeo que Johnny tenía cuando se enfadaba. El FBI y la policía local no creen que Bonacci sea un testigo creíble en el caso y no le han entrevistado. Sus hermanos dijeron a la policía que estaba en casa cuando Gosch fue secuestrado.

## Interés nacional
El caso suscitó interés en todo el país, ya que Noreen Gosch se hizo cada vez más eco de las deficiencias de las investigaciones policiales en los casos de niños desaparecidos. En 1982 creó la Fundación Johnny Gosch, a través de la cual visitó escuelas y habló en seminarios sobre el modus operandi de los depredadores sexuales. En 1984, se convirtió en ley en Iowa, y posteriormente se aprobaron leyes similares o idénticas en Misuri y otros siete estados.
En agosto de 1984, Noreen Gosch testificó en las audiencias del Senado sobre el crimen organizado, hablando sobre la "pedofilia organizada" y su presunto papel en el secuestro de su hijo. Empezó a recibir amenazas de muerte. Gosch también testificó ante el Departamento de Justicia de los Estados Unidos, que aportó 10 millones de dólares para crear el Centro Nacional para Menores Desaparecidos y Explotados.
En el apartado multimedia, en 2014 se estrenó el documental Who Took Johnny, que contó con entrevistas de los padres del chico.